# Dick Anthony Williams
Dick Anthony Williams, född Richard Anthony Williams den 9 augusti 1934 i Chicago, Illinois, död 16 februari 2012 i Van Nuys, Kalifornien, var en amerikansk scen- och filmskådespelare. Han har även medverkat i enstaka avsnitt av ett flertal TV-serier, däribland På första sidan, Par i hjärter, Lagens änglar och Chicago Hope

## Filmografi i urval
- 1968 – Angivaren – Corbin
- 1969 – Urladdning – Ronald
- 1971 – Bandet – Spencer
- 1973 – Slaughter slår till – Joe Creole
- 1975 – En satans eftermiddag – limousinchaufför
- 1977 – Djupet – Slake
- 1979 – Supernollan – Taj
- 1983 – Den inre cirkeln – Paul Mackey
- 1985 – Livet på en sandstrand – Dan Gardner
- 1987 – Det sista slagfältet – Slasher Williams